# غوزللوي سفلي
غوزللوي سفلي هي قرية في مقاطعة مياندوآب، إيران. يقدر عدد سكانها بـ 22 نسمة بحسب إحصاء 2016.